# 山地進 (電気事業)
山地 進（やまぢ すすむ、1956年2月27日 - ）は、日本の実業家。関西電力株式会社取締役を経て、関西電気保安協会理事長。2024年6月24日関西電気保安協会理事長退任。

## 略歴
1980年4月関西電力株式会社入社、2008年6月関西電力執行役員滋賀支店長、2010年6月関西電力執行役員グループ経営推進本部副本部長、グループ経営企画部門統括、生活アメニティ事業部門統括、2016年6月関西電力常務執行役員(従業員。会社法上の役員ではない)ガス事業本部長、2020年6月関西電力取締役監査委員会委員、関西電力送配電株式会社監査役を経て、2021年6月25日関西電力取締役を退任し、関西電気保安協会理事長に就任。2024年6月24日関西電気保安協会理事長を退任。